# WR 102
Désignations
WR 102 est une étoile Wolf-Rayet de la constellation du sagittaire, à proximité du centre de notre galaxie à environ 8 500 années-lumière (2 600 parsec). Ce type d'étoile est extrêmement rare. Cette étoile est de type spectral WO (les raies de son spectre proviennent majoritairement d'oxygène).

## Caractéristiques
WR 102, de la classification spectrale WO2, est l’une des rares étoiles Wolf-Rayet à séquence d'oxygène connues, à peine quatre dans la galaxie de la Voie lactée et cinq dans les galaxies environnantes. C'est aussi l'étoile la plus chaude connue avec une température de surface de 210 000 K. La modélisation de l'atmosphère donne une luminosité d'environ 282 000 L☉, tandis que les calculs basés sur la luminosité et la distance donnent une luminosité de près de 100 000 L☉ sur une distance de 2 600 parsec. C'est une très petite étoile, mais dense, avec un rayon d'environ 0,23 R☉ et une masse de 7,0 M☉. 
WR 102 a des vents stellaires très rapides avec une vitesse de 5 000 kilomètres par seconde, qui lui font perdre 10−5 M☉/an. À titre de comparaison, le Soleil perd 2 × 10−14 masses solaires par an à cause de son vent solaire, plusieurs centaines de millions de fois inférieur à WR 102. Ces vents et le puissant rayonnement ultraviolet de l'étoile, ont comprimé et ionisé le matériel interstellaire environnant pour former une nébuleuse de Wolf-Rayet. WR 102 aurait une magnitude apparente de 14,1 et une magnitude absolue de -1,71.

## Évolution
Les étoiles WO sont le dernier stade évolutif des étoiles les plus massives avant d’exploser en tant que supernova. Il est très probable que WR 102 en est à ses derniers stades de fusion nucléaire, près de la fin de la fusion de l'hélium en carbone et en oxygène.
Il a été calculé que WR 102 exploserait comme une supernova dans les 1 500 ans. Les étoiles WO représentent le stade d'évolution final des étoiles avec des masses initiales estimées à 40−60 M☉. Elles devraient exploser sous forme de supernova de type Ic. Une masse élevée et une rotation rapide permettraient un sursaut gamma, mais on ignore si WR 102 tourne rapidement. On pensait auparavant que la vitesse du vent stellaire pouvait atteindre 1 000 km/smais les observations semblent indiquer que si WR 102 est en rotation, les vents tournent à une vitesse beaucoup plus faible.